# 玛亚特
玛亚特（Ma'at）又译玛阿特、玛特，古埃及真理和正义的女神，是太阳神拉的女儿，智慧之神托特的妻子。其象征物为鸵鸟羽毛。
玛亚特在创世之时就奠定了神的秩序，其名字本身就拥有真理、平衡、秩序、法律、道德和正义等多种含义。 
玛亚特在阴间“杜阿特”（Duat）审判中有重要地位，古埃及人认为人死以后要受诸神的审判，天平一端放着死者的心脏，另一端放着玛亚特的雕像或她的象征鸵鸟羽毛作为砝码。若心脏比羽毛轻或等重，说明死者无罪；反之则说明有罪，鳄头狮身怪物阿米特就会将死者吞噬。
金星第二高山玛亚特山即以其名字命名。